# نيخيل دوتا
نيخيل دوتا (بالإنجليزية: Nikhil Dutta) (مواليد 13 أكتوبر 1994 في مدينة الكويت) لاعب كريكت كندي. يمثل منتخب كندا للكريكت منذ عام 2013 كلاعب رامي كرات بالذراع اليمنى بنمط الدوران الخارجي (off spin). كما لعب لصالح عدد من الفرق في الدوري الكاريبي الممتاز، والدوري الينغلاديشي الممتاز، والدوري الكندي العالمي T20.

## الحياة الشخصية
وُلد دوتا في 13 أكتوبر 1994 في مدينة الكويت. وهو ابن لوالدين بنغاليين أصلهما من كلكتا بالهند. انتقلت العائلة إلى كندا في عام 1999 واستقرت في مدينة تورونتو. والده، ميهير دوتا، وهو مهندس برمجيات، شارك في تأسيس أكاديمية أونتاريو للكريكيت، الواقعة في ميسيساغا، في عام 2002 بالتعاون مع ديريك بيريرا.
التحق دوتا بمدرسة "فاذر مايكل غوتز" الثانوية في ميسيساغا. واعتبارًا من عام 2015، كان يدرس ليصبح مستشارًا ماليًا.

## المسيرة الدولية
في عام 2011، وعمره 16 عامًا، تم اختيار دوتا ضمن تشكيلة منتخب كندا تحت 19 سنة لبطولة الأمريكتين تحت 19 سنة التابعة للمجلس الدولي للكريكيت، والتي أقيمت في فورت لودرديل.
شارك دوتا في أول مباراة دولية له من فئة الـ(One Day International) مع المنتخب الكندي ضد كينيا في مارس 2013. لم يقم بالضرب (bat)، وشارك في الرمي (bowled) لستة أدوار دون أن يحقق أي إصابة (wicket). كان من المقرر أن يشارك في بطولة تصفيات كأس العالم T20 التابعة للمجلس الدولي للكريكيت عام 2015، التي أقيمت في يوليو، لكنه اختار البقاء مع فريق "سانت كيتس ونيفيس باتريوتس" في الدوري الكاريبي الممتاز، وتم استبداله بهيرال باتيل. في يناير 2018، شارك في بطولة دوري الكريكيت العالمي القسم الثاني 2018، وكان أبرز رامي في الفريق الكندي، حيث حصد 11 إصابة (wickets).
شارك ضمن تشكيلة كندا في تصفيات الأمريكتين لبطولة كأس العالم (T20) 2018–2019. وفي أكتوبر 2018، تم اختياره ضمن تشكيلة كندا لبطولة Super50 الإقليمية في جزر الهند الغربية. في أبريل 2019، تم اختياره للمشاركة مع منتخب كندا في بطولة دوري الكريكيت العالمي القسم الثاني التي أقيمت في ناميبيا.
في أغسطس 2019، تم ضمه إلى تشكيلة كندا لنهائيات تصفيات الأمريكتين المؤهلة لكأس العالم (T20) 2018–2019. وشارك لأول مرة في مباراة دولية من فئة T20 مع منتخب كندا ضد جزر كايمان في 18 أغسطس 2019. وفي سبتمبر 2019، تم اختياره للمشاركة في بطولة دوري تحدي كأس العالم للكريكيت – المجموعة "أ" في ماليزيا. كما شارك في أكتوبر 2019 ضمن تشكيلة كندا في تصفيات كأس العالم T20 2019 التي أقيمت في الإمارات العربية المتحدة.
تم اختيار دوتا ضمن فريق كندا المشارك في كأس العالم T20 لعام 2024، حيث لعب مباراة واحدة وحقق إصابة مهمة ضد فريق الولايات المتحدة الأمريكية.

## المسيرة في بطولات الامتياز (Franchise)
لعب دوتا مع فريق سانت كيتس ونيفيس باتريوتس في الدوري الكاريبي الممتاز عام 2015؛ شارك في ثلاث مباريات، وكان أبرز إنجاز له تحقيق إصابة (wicket) ضد اللاعب الدولي الإنجليزي السابق كيفن بيترسن. في وقت لاحق من نفس العام، تم التعاقد مع دوتا من قبل فريق باريسال بولز، أحد الفرق الستة المشاركة في الدوري البنغلاديشي الممتاز 2015. لعب مباراة واحدة وحقق فيها 3 إصابات مقابل 18 نقطة (3/18).
في 3 يونيو 2018، تم اختياره للعب مع فريق تورونتو ناشيونالز ضمن اختيارات اللاعبين للنسخة الافتتاحية من بطولة Global T20 Canada. وفي يونيو 2019، تم اختياره للعب مع فريق مونتريال تايغرز في النسخة الثانية من نفس البطولة. في عام 2021، انضم إلى فريق نيوجيرسي ستاليونز للمشاركة في موسم دوري الكريكيت الثانوي الأمريكي (Minor League Cricket).
وفي يونيو 2024، تم اختياره مجددًا للعب مع فريق تورونتو ناشيونالز في بطولة Global T20 Canada لعام 2024.

## وصلات خارجية
- نيخيل دوتا على موقع إي آس بي آن كريك إنفو (الإنجليزية)